# Chiến hạm thủ lĩnh
Chiến hạm thủ lĩnh (tên gốc tiếng Anh: Greyhound) là phim điện ảnh chiến tranh của Mỹ năm 2020 do Aaron Schneider đạo diễn, với sự tham gia diễn xuất của nam diễn viên Tom Hanks. Hanks cũng là người thực hiện phần kịch bản cho tác phẩm. Bộ phim dựa trên nguyên tác tiểu thuyết The Good Shepherd (1955) do C. S. Forester sáng tác. Phim cũng có sự xuất hiện của Stephen Graham, Rob Morgan và Elisabeth Shue trong vai các nhân vật phụ. Nội dung xoay quanh một chỉ huy Hải quân Hoa Kỳ trong lần đầu tiên nhận nhiệm vụ chỉ huy một đội tàu hộ tống đa quốc gia nhằm bảo vệ tàu hộ tống chở hàng trước sự tấn công của tàu ngầm vào đầu năm 1942 trong Trận chiến Đại Tây Dương, chỉ vài tháng sau khi Hoa Kỳ chính thức bước vào Chiến tranh thế giới thứ hai.
Chiến hạm thủ lĩnh ban đầu dự kiến sẽ được hãng Sony Pictures Releasing công chiếu tại các rạp chiếu ở thị trường Bắc Mỹ vào ngày 22 tháng 3 năm 2020, tuy nhiên do các tác động của đại dịch COVID-19, lịch chiếu phim đã bị tạm hoãn vô thời hạn. Apple TV+ đã mua lại quyền phân phối tác phẩm và chính thức phát hành bộ phim trên nền tảng này vào ngày 10 tháng 7 năm 2020. Phim nhận về nhiều lời khen ngợi từ giới chuyên môn, đặc biệt cho các phân cảnh hành động và hiệu ứng hình ảnh sử dụng trong thời lượng 90 phút.

## Nội dung
Trong trận chiến Đại Tây Dương, tàu hộ tống HX-25, bao gồm 37 tàu Đồng Minh đang trên đường tới Liverpool. Đoàn tàu hộ tống bao gồm tàu khu trục USS Keeling thuộc lớp Fletcher, mã hiệu "Greyhound", do Trung tá Ernest Krause từ Hải quân Hoa Kỳ làm thuyền trưởng, dẫn đầu; tàu khu trục Anh Quốc HMS James thuộc lớp Tribal, mã hiệu "Harry"; tàu khu trục Ba Lan ORP Viktor thuộc lớp Grom, mã hiệu "Eagle"; và tàu hộ vệ Canada HMCS Dodge thuộc lớp Flower, mã hiệu "Dicky". Krause là chỉ huy trưởng của đoàn tàu hộ tống, dù đã có thâm niên và kiến thức sâu rộng về hải quân, đây là lần đầu tiên ông chỉ huy một tàu chiến.
Đoàn tàu Đồng Minh vào "Hố Đen" - khoảng trống giữa Đại Tây Dương nơi họ không còn được không quân yểm trợ. Còn ba ngày nữa mới có thể gọi không quân, họ đã thấy tàu ngầm U-boat của Đức Quốc Xã. Người điều khiển radar của chiếc Greyhound xác định một chiếc tàu ngầm nổi lên đang tiến về phía đoàn tàu. Chiếc Greyhound di chuyển ra khỏi đoàn tàu và đưa chiếc U-boat vào tầm bắn, nhưng biển động lớn cho phép chiếc U-boat lặn xuống trước khi chiếc Greyhound thấy rõ nó. Chiếc U-boat cố gắng xuống bên dưới chiếc Greyhound, nhưng Krause cho thả một số thùng nổ sâu và giết được chiếc tàu ngầm.
Một con tàu Hy Lạp bị tấn công bởi chiếc U-boat khác và đang chìm. Krause cho chiếc Greyhound đến giúp đỡ. Những thủy thủ Hy Lạp còn sống sót được cứu, và chiếc Greyhound quay lại đoàn tàu. Họ biết được có sáu chiếc U-boat ở gần đó, chúng đang chờ đêm xuống để tấn công. Tối hôm đó, năm con tàu bị trúng ngư lôi và chìm. Một chiếc U-boat thoát khỏi chiếc Greyhound bằng cách sử dụng thiết bị mồi nhử dưới nước, đánh lừa những thủy thủ lãng phí thùng nổ sâu. Krause chọn cứu những người sống sót từ con tàu chở dầu đang bốc cháy hơn là đi cứu những tàu khác, một quyết định khiến ông hối hận.
Ngày hôm sau, đám tàu ngầm nhắm về phía chiếc Greyhound. Một tên thuyền trưởng Đức đã xâm nhập đường truyền điện đài, chế nhạo đoàn tàu Đồng Minh và đe dọa đánh chìm tất cả họ. Những chiếc U-boat bắn ngư lôi, chiếc Greyhound cố gắng né tránh. Chiếc Greyhound và chiếc Dicky kết hợp với nhau đánh chìm một chiếc U-boat. Tuy nhiên George Cleveland và hai thủy thủ đã thiệt mạng. Trong lúc chiếc Greyhound làm tang lễ, chiếc Eagle bị đánh chìm. Krause ra lệnh gửi tin nhắn kêu gọi sự giúp đỡ từ Bộ Hải quân, mặc dù ông biết làm vậy sẽ khiến lộ trình của đoàn tàu bị bại lộ.
Đoàn tàu Đồng Minh gần đến khu vực được không quân yểm trợ, những chiếc U-boat còn lại tìm cách tấn công tổng lực vào họ. Sau khi giao tranh ác liệt, chiếc Greyhound đã đánh chìm chiếc tàu ngầm chỉ huy. Không quân Anh đã cho một máy bay Consolidated PBY Catalina đến, họ thả thùng nổ sâu xuống tiêu diệt thêm một chiếc tàu ngầm nữa. Đám tàu ngầm còn lại nhanh chóng rút lui trước khi bị phát hiện.
Một đoàn tàu khác đến hộ tống đoàn tàu của chiếc Greyhound, nói rằng chiếc Greyhound và hai chiếc tàu còn sống sót khác sẽ được sửa chữa lại khi họ đến Derry. Thủy thủ đoàn của chiếc Greyhound được khen ngợi vì họ đã tiêu diệt bốn chiếc U-boat. Tất cả mọi người trên chiếc Greyhound đều nể phục Krause vì ông đã chỉ huy suốt 48 giờ vừa qua mà không hề nghỉ ngơi. Thủy thủ đoàn của những tàu khác vui mừng chào đón chiếc Greyhound. Cảnh cuối phim là Krause giao quyền chỉ huy lại cho một sĩ quan khác và vào phòng riêng nghỉ ngơi.

## Diễn viên
- Tom Hanks vai Trung tá Ernest Krause, thuyền trưởng của khu trục hạm USS Keeling - mã hiệu "Greyhound"
- Stephen Graham vai Thiếu tá Charlie Cole, thuyền phó của Keeling
- Tom Brittney vai Đại úy Watson, sĩ quan hoa tiêu của Keeling
- Rob Morgan vai Trung sĩ George Cleveland, một hạ sĩ quan da màu làm nhiệm vụ phục vụ bữa ăn cho sĩ quan trên Keeling
- Manuel Garcia-Rulfo vai Trung úy Lopez, sĩ quan phụ trách bom chống ngầm của Keeling
- David Maldonado vai Thiếu tá Bill Temme, sĩ quan quân y/bác sĩ của Keeling
- Chet Hanks vai Trung sĩ Bushnell, hạ sĩ quan Sonar của Keeling
- Michael Benz vai Đại úy Carling, sĩ quan trực chính Đài chỉ huy của Keeling
- Jimi Stanton vai Trung úy Harbutt, một sĩ quan trực Đài chỉ huy của Keeling
- Matt Helm vai Đại úy J. Edgar Nystrom, sĩ quan Truyền tin trên tàu của Keeling
- Travis Przybylski vai Trung úy Dawson, một sĩ quan Thông tin của Keeling
- Jake Ventimiglia vai Đại úy Harry Fippler, sĩ quan Pháo thủ của Keeling
- Karl Glusman vai Eppstein, 1 thủy thủ trực Sonar của Keeling
- Devin Druid vai Wallace, một thủy thủ của Keeling
- Elisabeth Shue vai Evelyn Frechette, người có cảm tình với Krause
- Maximilian Osinski vai thuyền trưởng của khu trục hạm ORP Viktor, thuộc Hải quân Ba Lan (thuộc biên chế Hải quân Hoàng Gia Anh), mã hiệu "Eagle"
- Dominic Keating vai thuyền trưởng của khu trục hạm HMS James, thuộc Hải quân Hoàng Gia Anh, mã hiệu "Harry"
- Ian James Corlett vai thuyền trưởng của khinh hạm HMCS Dodge, thuộc Hải quân Hoàng Gia Canada, mã hiệu "Dicky"
- Thomas Kretschmann vai thuyền trưởng của chiếc U-Boat "Grey Wolf"

## Sản xuất

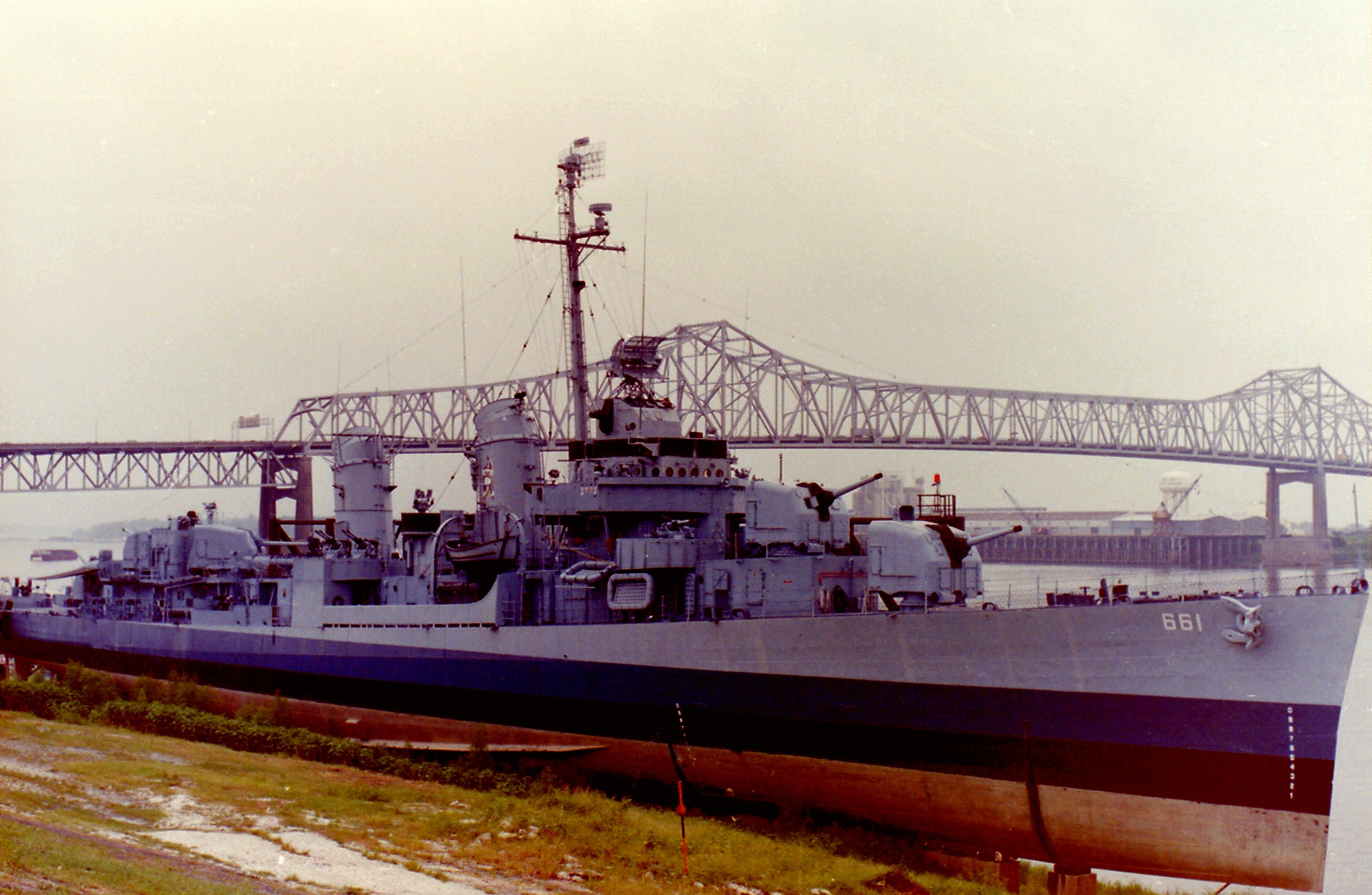
Tàu khu trục USS Kidd được sử dụng làm địa điểm quay phim.

Các nguồn tin công bố vào tháng 9 năm 2016 rằng Tom Hanks đang thực hiện một kịch bản về một tác phẩm có nội dung xoay quanh một tàu khu trục hải quân trong Chiến tranh thế giới thứ hai. Hanks đồng thời cũng góp mặt trong tác phẩm này. Tháng 2 năm 2017, Aaron Schneider được mời làm đạo diễn của bộ phim, đồng thời hãng Sony Pictures cũng sở hữu bản quyền phân phối tác phẩm.
Quá trình tiền kỳ diễn ra từ tháng 1 năm 2018 trên tàu HMCS Montréal, một khinh hạm của Hải quân Hoàng gia Canada. Tháng 3 năm 2018, Stephen Graham, Elisabeth Shue, Rob Morgan, Karl Glusman và Manuel Garcia-Rulfo được tuyển vào dàn diễn viên, và quá trình ghi hình bắt đầu thực hiện tại Louisiana, trên tàu USS Kidd ở Baton Rouge.

## Phát hành
Chiến hạm thủ lĩnh ban đầu dự kiến sẽ được hãng Sony Pictures Releasing công chiếu tại các rạp chiếu ở thị trường Bắc Mỹ dưới nhãn hiệu Columbia Pictures vào ngày 22 tháng 3 năm 2020, trước khi bị đẩy lùi lịch chiếu xuống ngày 8 tháng 5 năm 2020 và cuối cùng là 12 tháng 6 năm 2020.
Cũng giống như nhiều phim điện ảnh khác, tác phẩm bị loại khỏi lịch công chiếu vào tháng 3 năm 2020 do những tác động của đại dịch COVID-19 tại Hoa Kỳ. Tom Hanks cũng được chẩn đoán dương tính với COVID-19 đầu tháng đó trong khi đang thực hiện ghi hình cho tác phẩm Elvis của Warner Bros. Tháng 5 năm 2020, nhiều nguồn thông tin cho biết Apple TV+ đã mua lại quyền phân phối tác phẩm với giá 70 triệu USD. Phim chính thức được phát hành trên nền tảng này vào ngày 10 tháng 7 năm 2020. Apple cho biết Chiến hạm thủ lĩnh là tác phẩm có lượt xem lớn nhất lịch sử nền tảng Apple TV+ trong dịp cuối tuần ra mắt, trong đó Deadline Hollywood cho biết số liệu này "tương đương với một siêu hit doanh thu phòng vé mùa hè". Tháng 11, Variety cho biết bộ phim là tác phẩm trên nền tảng stream có lượng xem lớn thứ 24 trong năm 2020, tính tới thời điểm đó.

## Đón nhận
Trên hệ thống tổng hợp kết quả đánh giá Rotten Tomatoes, phim nhận được 78% lượng đồng thuận dựa theo 223 bài đánh giá, với điểm trung bình là 6,5/10. Các chuyên gia của trang web nhất trí rằng, "Các nhân vật trong Chiến hạm thủ lĩnh chẳng có sức mạnh phi thường như phần hành động, nhưng bộ phim tâm lý với nhịp độ nhanh về Chiến tranh thế giới thứ hai này lại hưởng lợi từ phương pháp tiếp cận hiệu quả về mặt kinh tế." Trên trang Metacritic, phần phim đạt số điểm 64 trên 100, dựa trên 37 nhận xét, chủ yếu là những lời khen ngợi.